# Synoicum vibei
Synoicum vibei is een zakpijpensoort uit de familie van de Polyclinidae. De wetenschappelijke naam van de soort is voor het eerst geldig gepubliceerd in 1959 door Lützen.